# La saggezza delle folle
La saggezza delle folle: Perché i molti sono più intelligenti del potere e come la saggezza collettiva modella gli affari, le economie, le società e le nazioni, (in lingua originale: The Wisdom of Crowds) pubblicato nel 2004, è un libro scritto da James Surowiecki sull'aggregazione delle informazioni nei gruppi, con il risultato di decisioni che, sostiene, sono spesso migliori di quelle che avrebbero potuto essere prese da qualsiasi singolo membro del gruppo. Il libro presenta numerosi casi di studio e aneddoti per illustrare il suo argomento, e tocca diversi campi, principalmente l'economia e la psicologia.
L'aneddoto di apertura racconta lo stupore di Francis Galton al fatto che la folla a una fiera della contea abbia indovinato accuratamente il peso di un bue attraverso la media delle ipotesi dei presenti (la media era più vicina al vero peso del bue macellato rispetto alle stime della maggior parte dei membri della folla).
Il libro tratta diverse raccolte di individui che decidono in modo indipendente, piuttosto che usare la psicologia delle masse come tradizionalmente intesa. La sua tesi centrale è in grado di rendere certi tipi di decisioni e previsioni migliori degli individui o anche degli esperti, tracciando molti parallelismi con il campionamento statistico; tuttavia, nel libro c'è poca discussione aperta sulle statistiche.
Il suo titolo è un'allusione a Extraordinary Popular Delusions and the Madness of Crowds di Charles Mackay, pubblicato nel 1841.

## Tipi di saggezza popolare

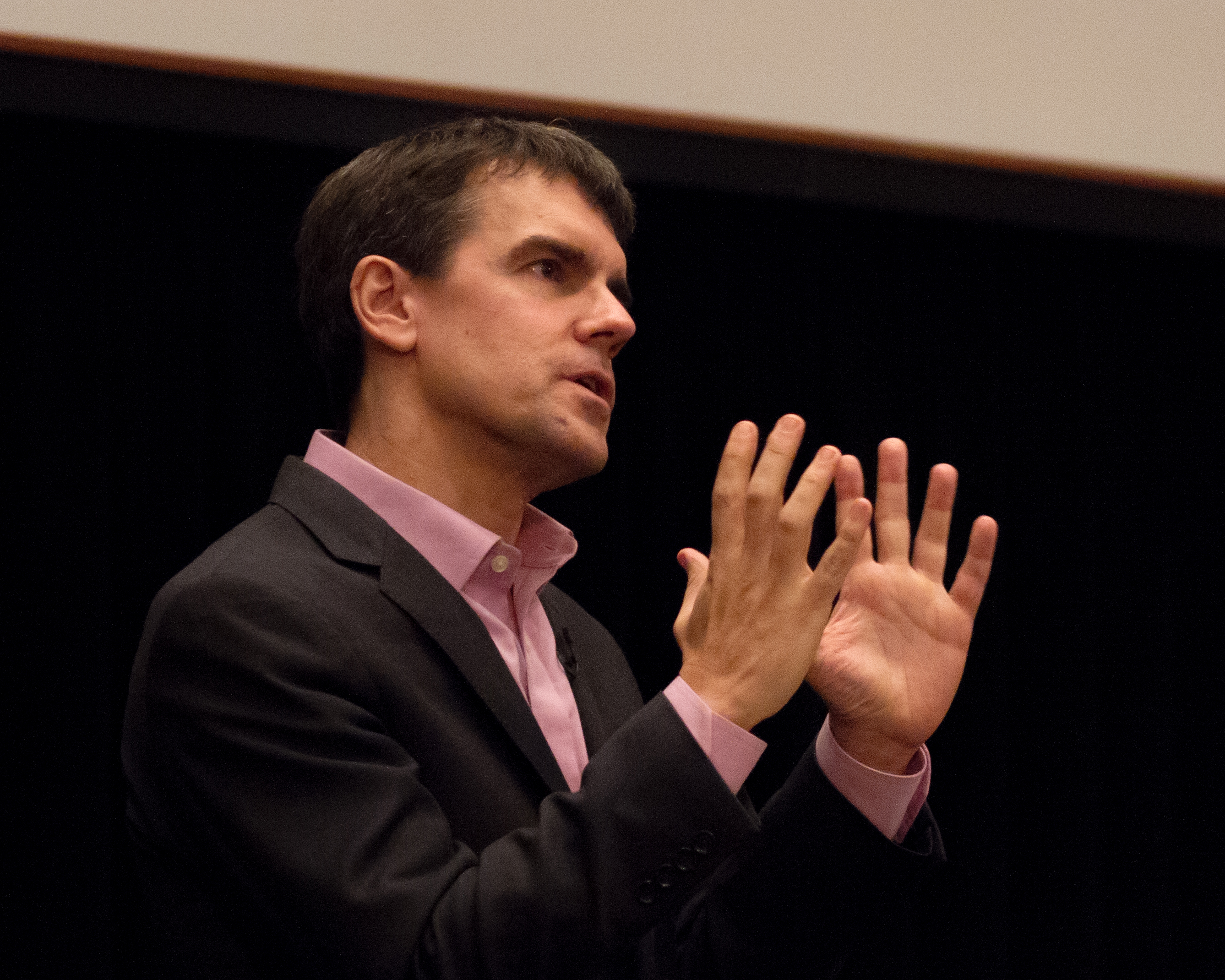
James Surowiecki, autore del saggio

Surowiecki suddivide i vantaggi che vede nelle decisioni disorganizzate in tre tipi principali, che classifica come:
- Cognizione

Il pensiero e l'elaborazione delle informazioni, come il giudizio del mercato, che lui sostiene essere molto più veloce, più affidabile e meno soggetto alle forze politiche rispetto alle delibere di esperti o comitati di esperti.
- Coordinazione

Il coordinamento del comportamento include l'ottimizzazione dell'utilizzo di una barra popolare e la non collisione nei flussi di traffico in movimento. Pertanto, libro è pieno di esempi tratti dall'economia sperimentale, ma questa sezione si basa maggiormente su esperimenti naturali come i pedoni che ottimizzano il flusso del marciapiede o l'entità dell'affollamento nei ristoranti popolari. Esamina come la comprensione comune all'interno di una cultura consente giudizi straordinariamente accurati su reazioni specifiche di altri membri della cultura.
- Cooperazione

Riflette su gruppi di persone possano formare reti di fiducia senza un sistema centrale che controlli il loro comportamento o imponga direttamente la loro conformità. Questa sezione è particolarmente pro mercato libero.

## Cinque elementi necessari per formare una folla saggia
Secondo l'autore, non tutte le folle sono sagge. Si consideri, ad esempio, mob o investitori impazziti in una bolla del mercato azionario . Secondo Surowiecki, questi criteri chiave separano le folle sagge da quelle irrazionali:
| Criteri               | Descrizione |
| --------------------- | --- |
| Diversità di opinione | Ogni persona dovrebbe avere informazioni private anche se si tratta solo di un'interpretazione eccentrica dei fatti noti. (Capitolo 2) |
| Indipendenza          | Le opinioni di persone sagge non sono determinate dalle opinioni di coloro che le circondano. (Capitolo 3)                             |
| Decentramento         | Le persone sono in grado di specializzarsi e attingere alle conoscenze locali. (Capitolo 4)                                            |
| Aggregazione          | Esiste un meccanismo per trasformare le sentenze private in una decisione collettiva. (Capitolo 5)                                     |
| Fiducia               | Ogni persona confida che il gruppo collettivo sia equo. (Capitolo 6)                                                                   |

Basandosi sul libro di Surowiecki, Oinas-Kukkonen riassume la saggezza delle folle nelle seguenti otto congetture:
1. È possibile descrivere come le persone in un gruppo pensano nel loro insieme.
2. In alcuni casi, i gruppi sono straordinariamente intelligenti e spesso sono più intelligenti delle persone più intelligenti al loro interno.
3. Le tre condizioni affinché un gruppo sia intelligente sono la diversità, l'indipendenza e il decentramento.
4. Le migliori decisioni sono il prodotto del disaccordo e della competizione.
5. Troppa comunicazione può rendere il gruppo nel suo insieme meno intelligente.
6. È necessaria la funzionalità di aggregazione delle informazioni.
7. Le informazioni giuste devono essere fornite alle persone giuste nel posto giusto, al momento giusto e nel modo giusto.
8. Non è necessario inseguire l'esperto.

## Fallimenti dell'intelligenza delle folle
Surowiecki studia situazioni (come bolle razionali) in cui la folla produce un pessimo giudizio, e sostiene che in questi tipi di situazioni la loro cognizione o cooperazione è fallita perché (in un modo o nell'altro) i membri della folla erano troppo consapevoli delle opinioni degli altri e hanno cominciato a emularsi a vicenda e a conformarsi piuttosto che pensare diversamente. Sebbene fornisca dettagli sperimentali di folle influenzate collettivamente da un oratore più o meno persuasivo, afferma che la ragione principale per cui i gruppi di persone si conformano intellettualmente è che il sistema per prendere decisioni ha un difetto sistematico.
Surowiecki afferma che ciò che accade quando l'ambiente decisionale non è impostato per accettare la folla, che i benefici dei giudizi individuali e delle informazioni private sono deleteri, e la folla a livello decisionale può pensare tanto quanto il suo membro più intelligente, piuttosto che meglio (come egli mostra in precedenza altrimenti possibile). I casi clinici dettagliati di tali malformazioni includono:
| Problema         | Descrizione |
| ---------------- | --- |
| Omogeneità       | Surowiecki sottolinea la necessità di diversità all'interno di una folla per garantire una sufficiente variabilità nell'approccio, nel processo di pensiero e nelle informazioni private. |
| Centralizzazione | L'autore fa riferimento al disastro dello Space Shuttle Columbia del 2003, in cui incolpa la burocrazia gerarchica di cattiva gestione del team NASA, totalmente relegata al giudizio degli ingegneri di basso livello. |
| Divisione        | La comunità dell'intelligence degli Stati Uniti, afferma il rapporto della Commissione sull'11 settembre, non è riuscita a prevenire gli attacchi dell'11 settembre 2001 in parte perché le informazioni in possesso di una suddivisione non erano accessibili da un'altra. L'argomento di Surowiecki è che le folle (composte da analisti dell'intelligence in questo caso) funzionano meglio quando scelgono da sole su cosa lavorare e di quali informazioni hanno bisogno. (Cita l'isolamento del virus SARS come esempio in cui il libero flusso di dati ha consentito ai laboratori di tutto il mondo di coordinare la ricerca senza un punto centrale di controllo.) L'Ufficio del Direttore dell'Intelligence Nazionale e la CIA hanno creato una rete di condivisione delle informazioni in stile Wikipedia chiamataIntellipedia che aiuterà il libero flusso di informazioni a prevenire nuovamente tali fallimenti. |
| Imitazione       | Laddove le scelte sono eccessivamente visibili e fatte in sequenza, si può formare una "cascata di informazioni" in cui solo i primi decisori guadagnano qualcosa contemplando le scelte disponibili (una sorta di schema Ponzi della sociologia): una volta che le decisioni sono rese sufficientemente note, conviene che i decisori successivi copino semplicemente quelli intorno a loro. Questo può portare a risultati sociali fragili. |
| emotività        | I fattori emotivi, come il sentimento di appartenenza, possono portare alla pressione dei pari, all'istinto del gregge e, in casi estremi, all'isteria collettiva. |

## Collegamenti
Alla conferenza sulla tecnologia emergente O'Reilly del 2005, Surowiecki ha presentato una sessione intitolata Individui indipendenti e folle sagge, o è possibile essere troppo connessi?
Dunque consiglia:
- Tieni i tuoi legami sciolti.
- Tieniti esposto a quante più diverse fonti di informazioni possibili.
- Crea gruppi che spaziano attraverso le gerarchie.

Tim O'Reilly e altri discutono anche del successo di Google, dei wiki, dei blog e del Web 2.0 nel contesto della saggezza delle folle.

## Applicazioni
Surowiecki è un forte sostenitore dei vantaggi dei mercati decisionali e si rammarica del fallimento del controverso mercato dell'analisi delle politiche della DARPA. Fa riferimento al successo dei mercati aziendali pubblici e interni come prova che un insieme di persone con punti di vista diversi ma la stessa motivazione (per fare una buona ipotesi) può produrre una previsione aggregata accurata. Secondo Surowiecki, le previsioni aggregate si sono dimostrate più affidabili dei risultati di qualsiasi think tank. Sostiene l'estensione dei mercati dei futures esistenti anche in aree come l'attività terroristica e i mercati di previsione all'interno delle aziende.
Per illustrare questa tesi, afferma che il suo editore può pubblicare un risultato più convincente affidandosi a singoli autori con contratti una tantum che portano loro idee per i libri. In questo modo, sono in grado di attingere alla saggezza di un pubblico molto più grande di quanto sarebbe possibile con un team di scrittura interno.
Will Hutton ha sostenuto che l'analisi di Surowiecki si applica ai giudizi di valore così come alle questioni di fatto, con le decisioni della folla che "emergono dal nostro libero arbitrio aggregato [essendo] sorprendentemente decente". Conclude che "non c'è motivo migliore per il pluralismo, la diversità e la democrazia, insieme a una stampa genuinamente indipendente".
Le applicazioni della saggezza della folla possono essere suddivise in tre categorie generali: mercati di previsione, metodi Delphi, estensioni del sondaggio di opinione tradizionale.

### Mercati di previsione
È simile al metodi Delphi ma a differenza dei sondaggi di opinione, i mercati di previsione e informazione pongono domande come "Chi pensi che vincerà le elezioni?" e prevedere i risultati accuratamente. Infatti, risposte alla domanda "Per chi voterai?" non sono così prevedibili.
Le attività sono valori in contanti legati a risultati specifici (ad esempio, il candidato X vincerà le elezioni) o parametri (ad esempio, le entrate del prossimo trimestre). I prezzi correnti di mercato sono interpretati come previsioni della probabilità dell'evento o del valore atteso del parametro. Betfair è il più grande exchange di previsioni al mondo, con circa 28 miliardi di dollari scambiati nel 2007. NewsFutures è un mercato di previsione internazionale che genera probabilità di consenso per gli eventi di notizie. Intrade.com, che gestiva un mercato di previsione da persona a persona con sede a Dublino, ha ottenuto un'attenzione mediatica molto elevata nel 2012 in relazione alle elezioni presidenziali statunitensi, con oltre 1,5 milioni di riferimenti di ricerca a dati Intrade. Diverse aziende ora offrono mercati di previsione di classe enterprise per prevedere le date di completamento del progetto, le vendite o il potenziale di mercato per nuove idee. Un certo numero di società di mercato basate sul Web sono sorte per offrire previsioni principalmente su eventi sportivi e mercati azionari, ma anche su altri argomenti. Il principio del mercato di previsione viene utilizzato anche nel software di gestione dei progetti per consentire ai membri del team di prevedere la scadenza e il budget "reali" di un progetto.

### Metodo Delphi
Sviluppato nel 1950, il metodo Delphi è un metodo sistematico e interattivo di previsione che si basa su un gruppo di esperti indipendenti. Gli esperti accuratamente selezionati rispondono a questionari in due o più turni. Dopo ogni round, un facilitatore fornisce un riassunto anonimo delle previsioni degli esperti dal round precedente, nonché le ragioni che hanno fornito per i loro giudizi. Così, i partecipanti sono incoraggiati a rivedere le loro risposte precedenti alla luce delle risposte degli altri membri del gruppo. Si ritiene che durante questo processo la gamma delle risposte diminuirà e il gruppo convergerà verso la risposta "corretta". Molte delle previsioni di consenso si sono dimostrate più accurate delle previsioni fatte dai singoli.

### Sondaggio di opinione
Progettato come metodo ottimizzato per liberare la saggezza delle folle, questo approccio implementa cicli di feedback in tempo reale attorno a gruppi sincroni di utenti con l'obiettivo di ottenere informazioni più accurate da un numero inferiore di utenti. Human Swarming (a volte indicato come Social Swarming) è modellato su processi biologici in uccelli, pesci e insetti ed è abilitato tra gli utenti in rete utilizzando software di mediazione come la piattaforma di intelligenza collettiva UNU. Come pubblicato da Rosenberg (2015), tali sistemi di controllo in tempo reale consentono a gruppi di partecipanti umani di comportarsi come un'intelligenza collettiva unificata. Quando si accede alla piattaforma UNU, ad esempio, gruppi di utenti distribuiti possono rispondere collettivamente a domande, generare idee e fare previsioni come una singola entità emergente. I primi test mostrano che consistenti gruppi di umani possono prevedere gli individui attraverso una varietà di proiezioni del mondo reale.

## Nella cultura di massa
Il romanzo di fantascienza del 1975 dello scrittore vincitore del Premio Hugo John Brunner, La rete globale, include un elaborato di previsioni future per il pianeta e unpool di scommesse chiamato "Delphi" basato sul metodo omonimo.
L'illusionista Derren Brown ha affermato di usare il concetto di 'saggezza delle folle' per spiegare come ha correttamente previsto i risultati della lotteria nazionale britannica nel settembre 2009. La sua spiegazione è stata accolta con critiche on-line da persone che hanno sostenuto che il concetto è stato applicato male. Anche la metodologia impiegata era imperfetta; il campione di persone non poteva essere totalmente obiettivo e libero nel pensiero, perché erano state riunite più volte e socializzate troppo tra loro; una condizione che Surowiecki ci dice essere corrosiva per la pura indipendenza e la diversità di mente richiesta (Surowiecki 2004:38). I gruppi cadono così nel groupthink dove prendono sempre più decisioni basate sull'influenza reciproca e sono quindi meno accurati. Tuttavia, altri commentatori hanno suggerito che, data la natura di intrattenimento dello spettacolo, l'errata applicazione della teoria da parte di Brown potrebbe essere stata una cortina fumogena deliberata per nascondere il suo vero metodo.
Il concetto è stato mostrato anche nella serie televisiva East of Eden, dove una rete sociale di circa 10.000 individui ha proposto idee per fermare i missili in un lasso di tempo molto breve.
Ha avuto un'influenza significativa sul nome della società creativa di crowdsourcing Tongal, anagramma di Galton, il cognome dello scienziato evidenziato nell'introduzione del libro di Surowiecki, Sir Francis Galton, che riconobbe la capacità della media del peso dei buoi di una folla di superare la precisione degli esperti.

## Critica
Nel suo libro Embracing the Wide Sky, Daniel Tammet critica questo concetto. Tammet sottolinea i numerosi problemi potenziali nei sistemi che hanno mezzi poco definiti per mettere in comune le conoscenze: gli esperti in materia possono essere contraddetti e persino puniti ingiustamente da persone meno informate in contesti come Wikipedia, citando un caso di questo su Wikipedia. Inoltre, Tammet cita la valutazione dell'accuratezza di Wikipedia come descritto in uno studio menzionato in Nature nel 2005, delineando diversi difetti nella metodologia dello studio, secondo cui lo studio non faceva distinzione tra errori minori e grandi errori.

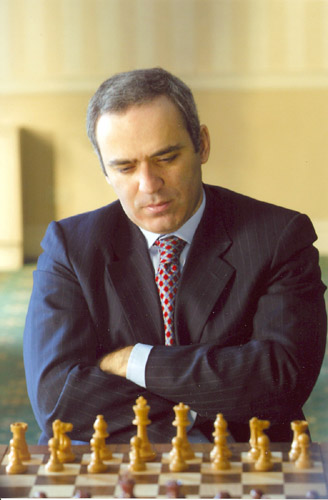
Garri Kasparov, il russo protagonista della competizione che lo ha visto contro migliaia di giocatori in tutto il mondo

Tammet cita anche Kasparov- Resto del mondo, una competizione online che ha messo a confronto le capacità intellettuali di decine di migliaia di giocatori di scacchi online che scelgono le mosse in una partita contro Garry Kasparov, vinta dallo stesso Kasparov, non dalla "folla". Anche se Kasparov ha detto: "È il più grande gioco nella storia degli scacchi. Il gran numero di idee, la complessità e il contributo che ha dato agli scacchi ne fanno la competizione più importante mai giocata".
Nel suo libro Tu non sei un gadget, Jaron Lanier sostiene che la saggezza popolare è più adatta per problemi che comportano l'ottimizzazione, ma non è adatta per problemi che richiedono creatività o innovazione. Nell'articolo online Maoismo digitale, Lanier sostiene che è più probabile che la collettività sia intelligente soltanto quando
1. Non sta definendo le proprie domande,
2. La bontà di una risposta può essere valutata da un semplice risultato (come un singolo valore numerico),
3. il sistema informativo che informa la collettività è filtrato da un meccanismo di controllo della qualità che fa affidamento in larga misura sui singoli.
Lanier sostiene che solo in tali circostanze una collettività può essere più intelligente del singolo. Se una di queste condizioni viene infranta, la massa diventa inaffidabile.